# Marina India

Bandera de proa 1950-2001

Bandera de proa 2001-2004

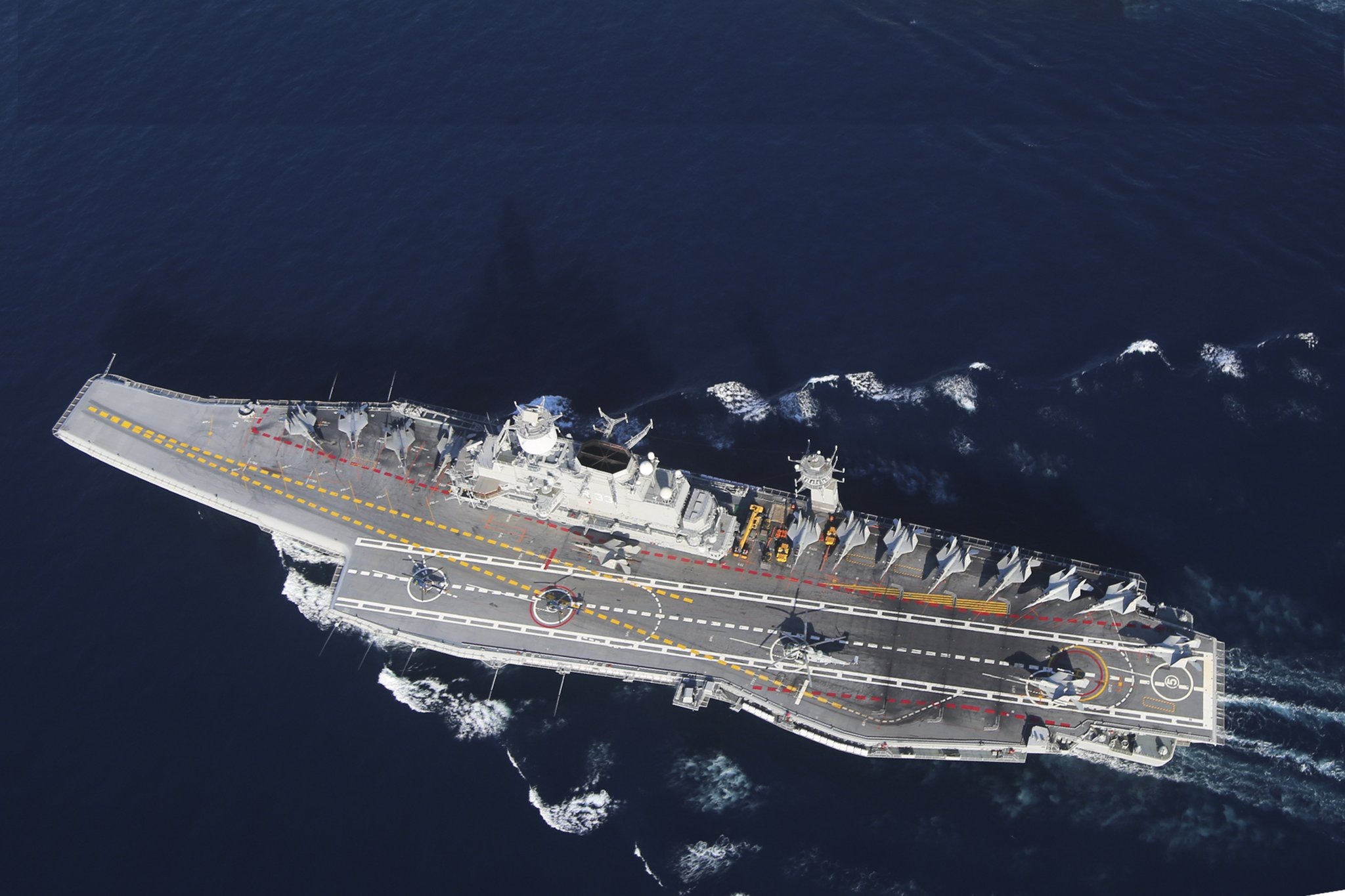
INS Vikramaditya (R33)

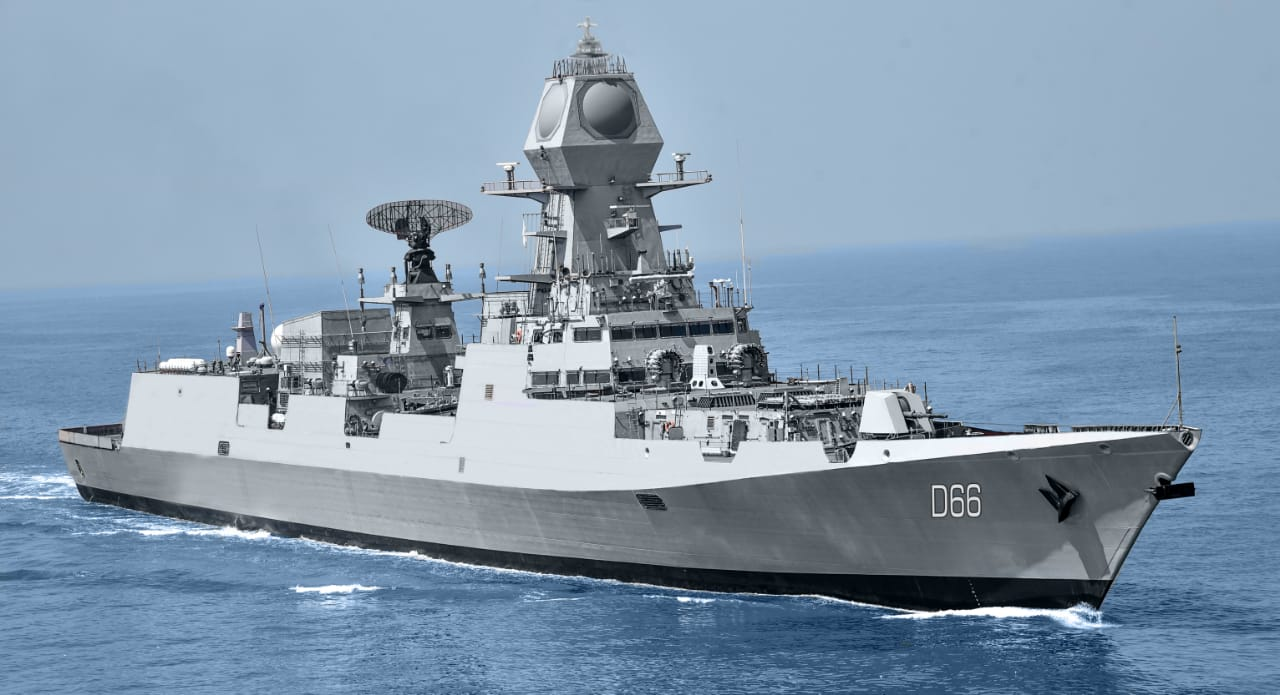
INS Visakhapatnam (D66)

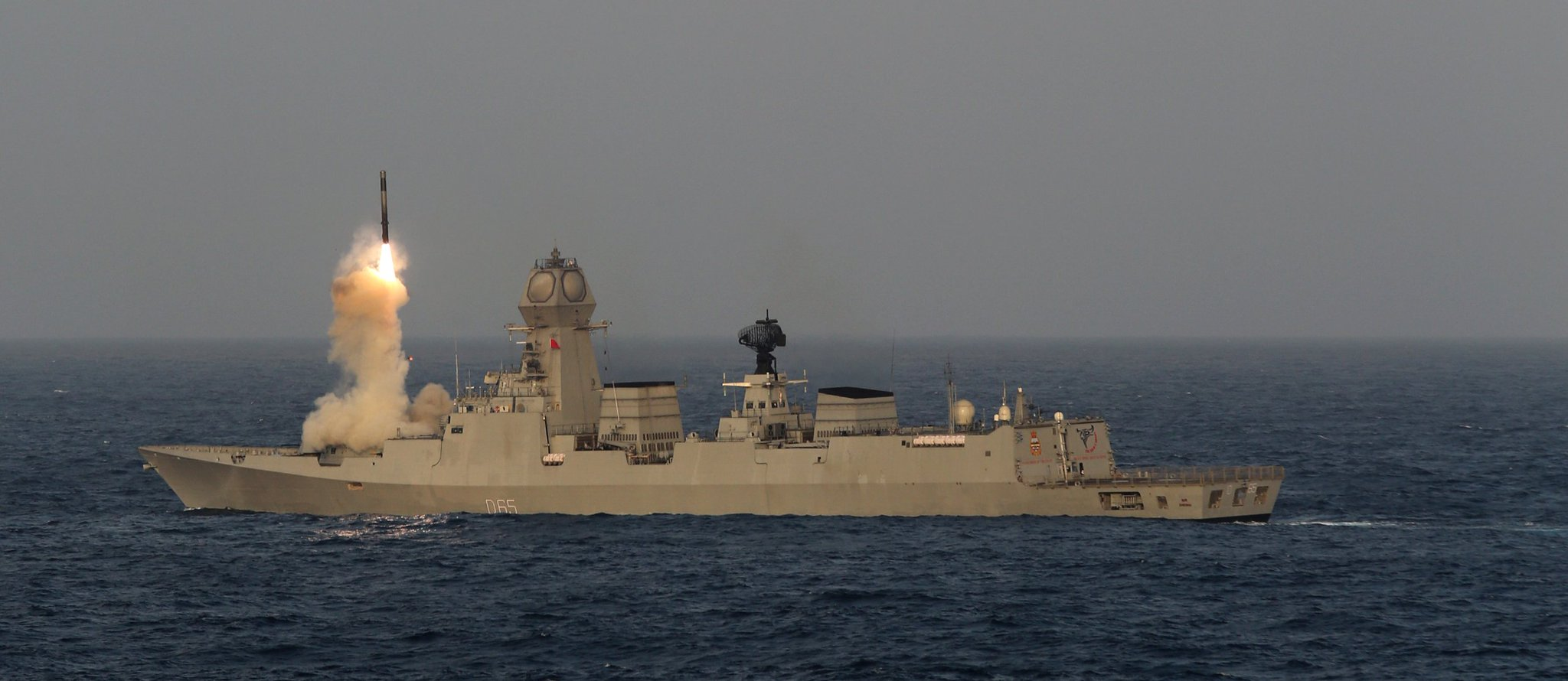
INS Chennai (D65) lanzando un misil de crucero

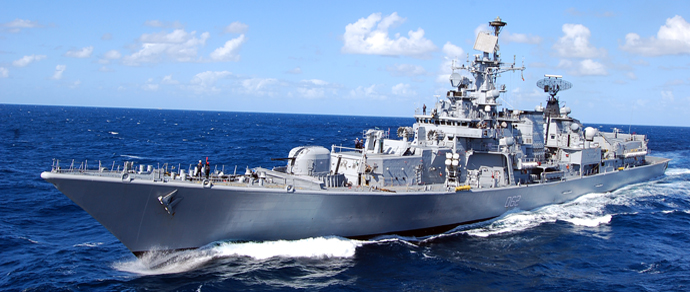
INS Mumbai (D62) en 2013

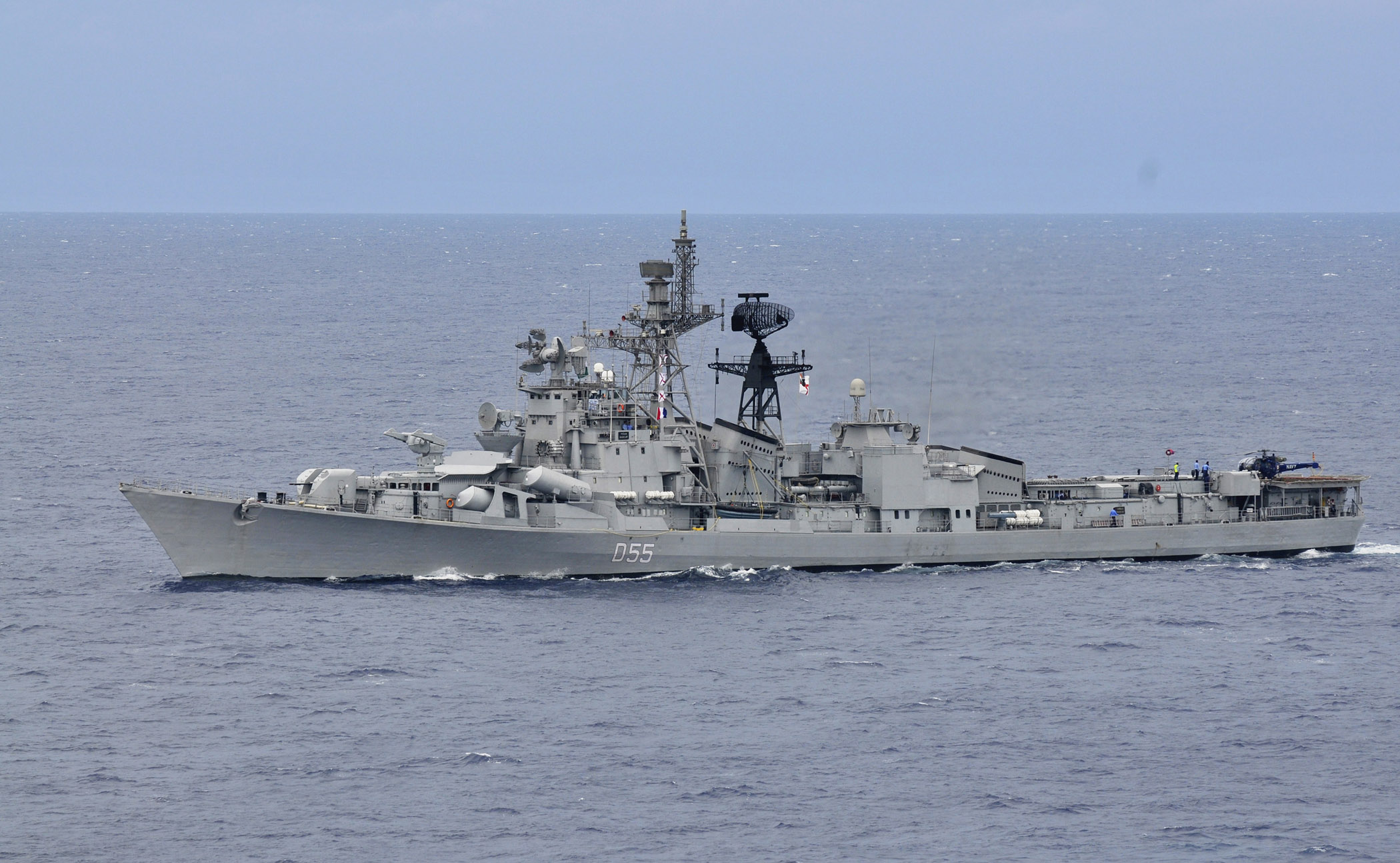
INS Ranvijay (D55)

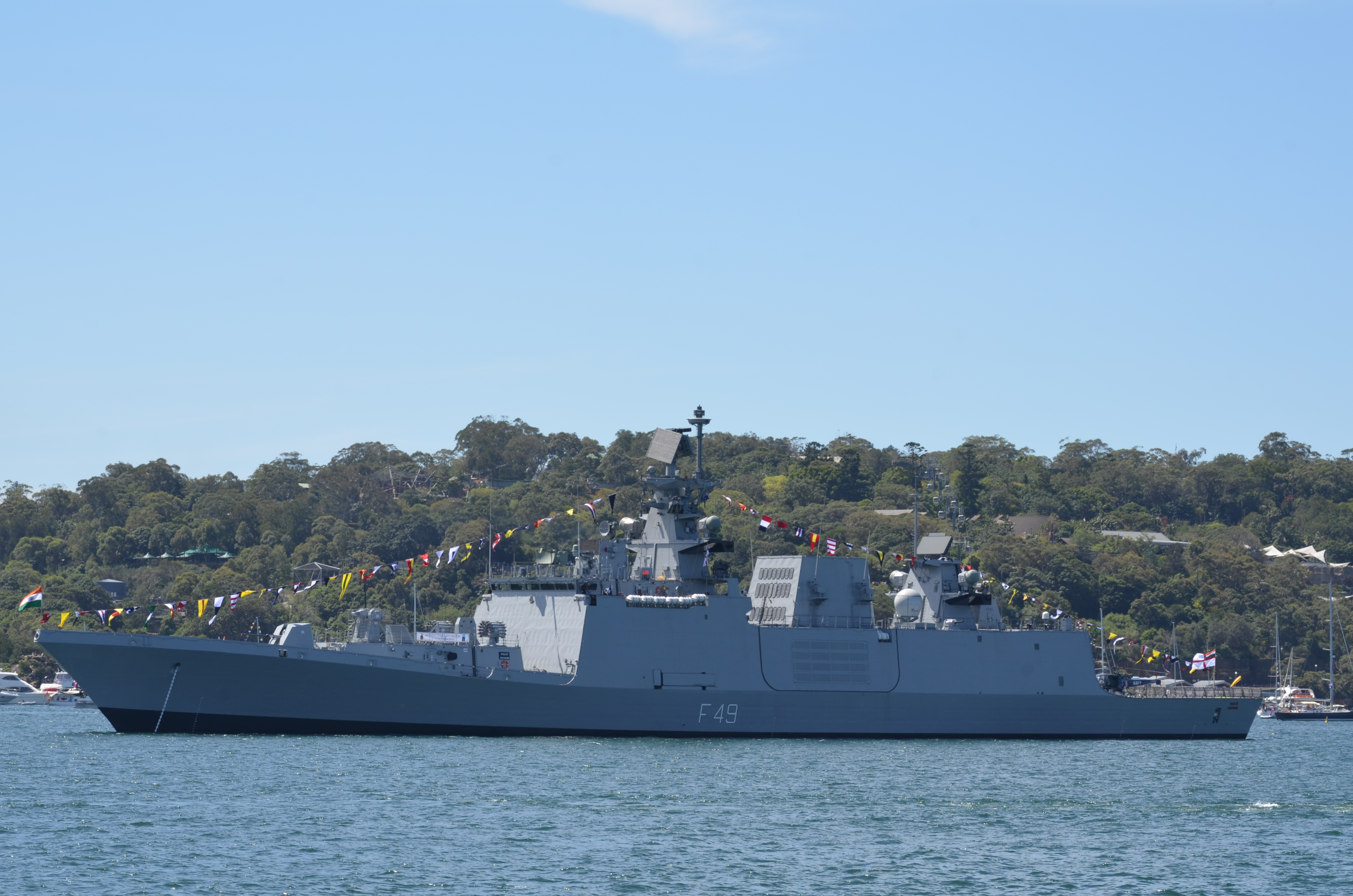
INS Sahyadri (F49) fondeado en el puerto de Sidney

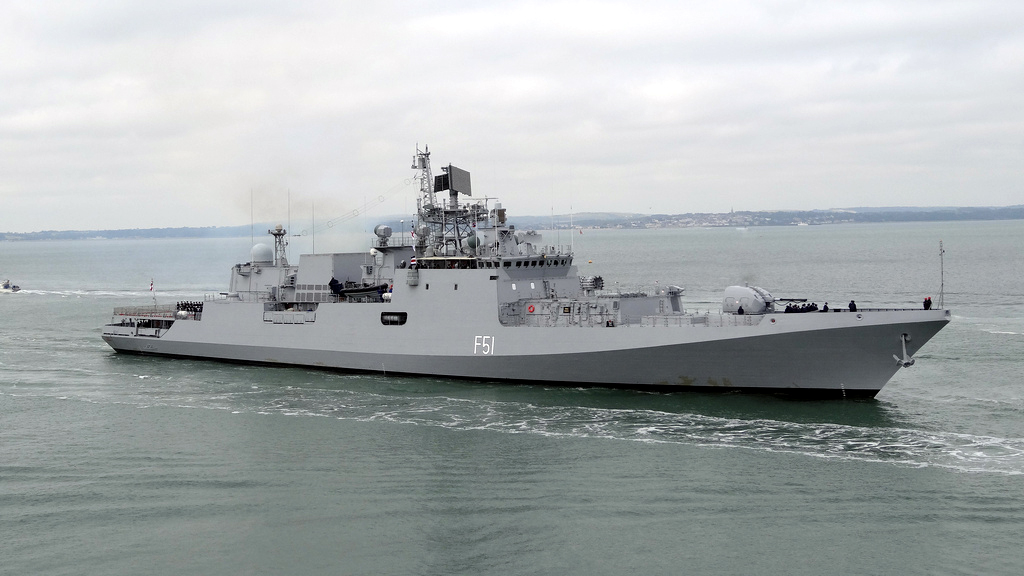
INS Trikand (F51) entrando al puerto de Valencia

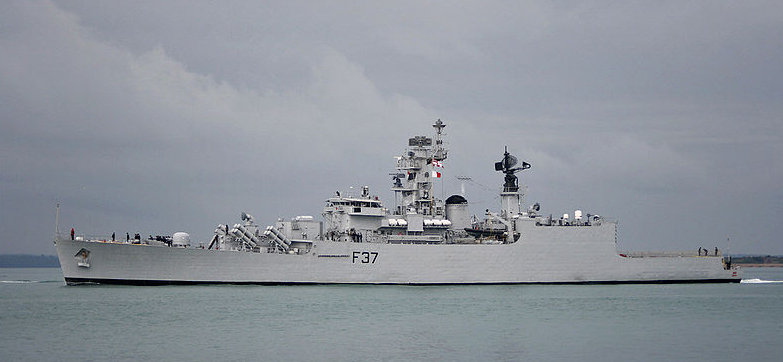
INS Beas (F37)

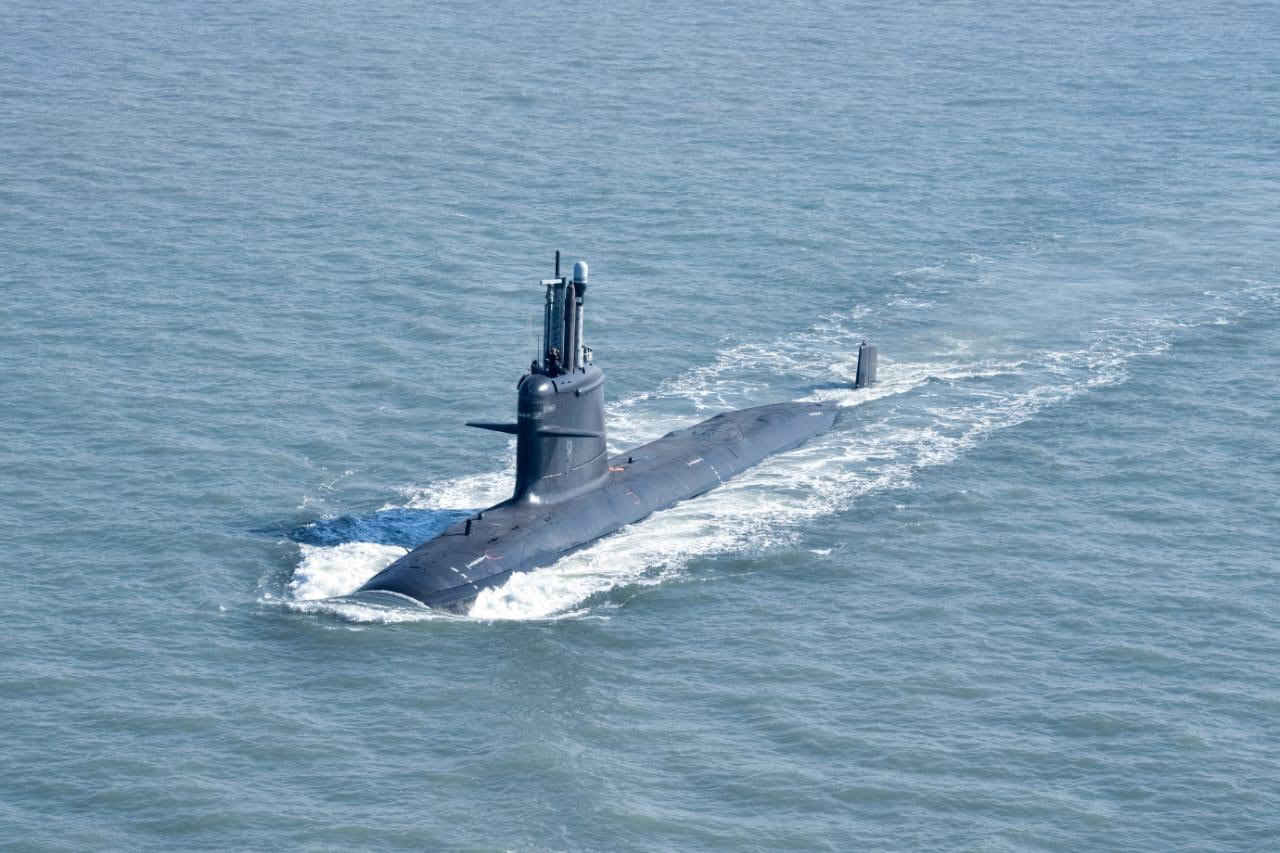
Vista del submarino INS Vagir (S25) durante sus pruebas de mar

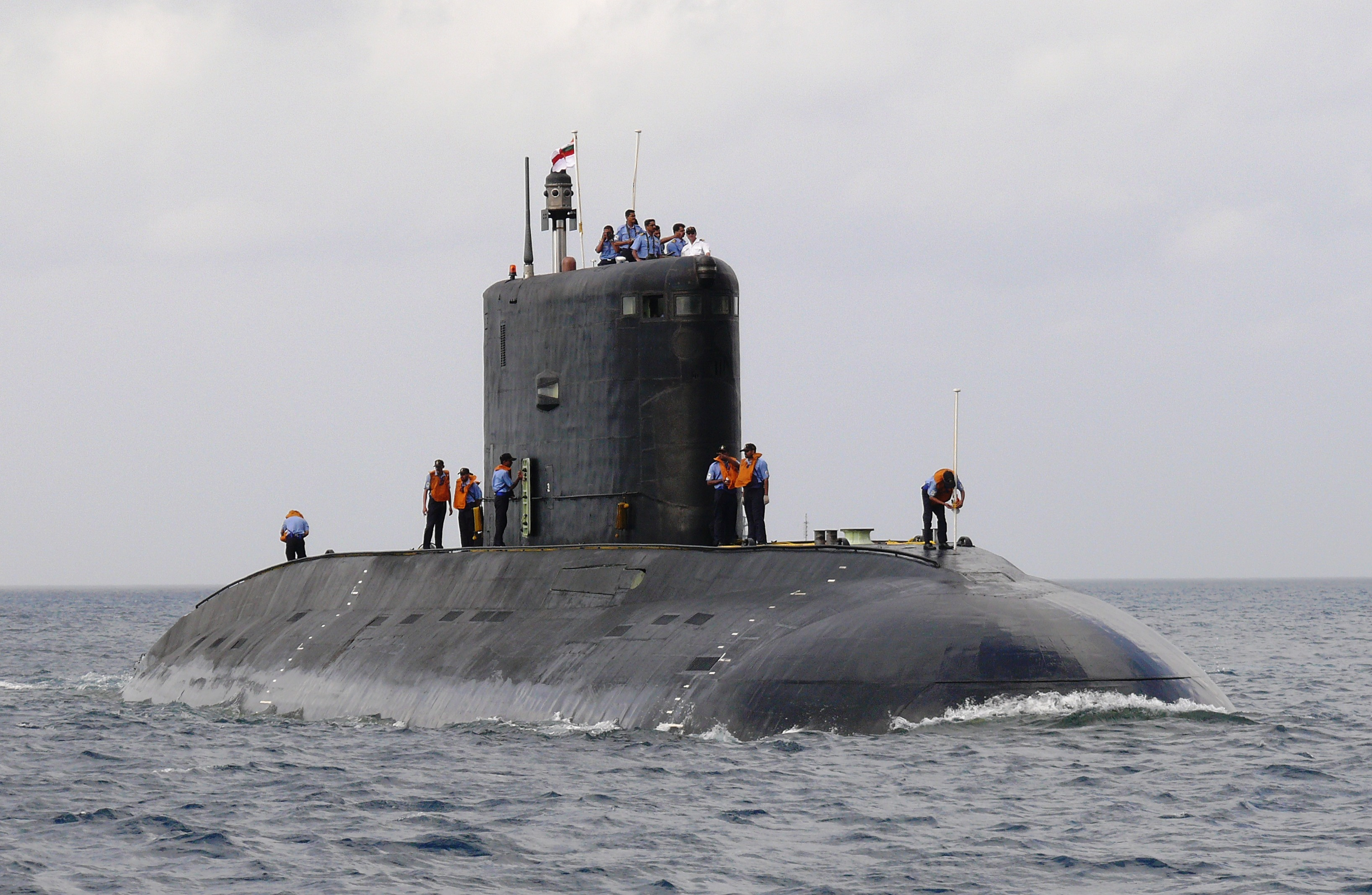
INS Sindhuvijay (S62)

La Marina India (en inglés, Indian Navy, en hindi, भारतीय नौ सेना, Bhāratīya Nau Senā) es la rama naval de las Fuerzas Armadas de India. El Presidente de India es el comandante en jefe de la misma. Por debajo de él está el Comandante de la Marina (Chief of Naval Staff) que es un oficial de cuatro estrellas con el rango de almirante.
En el siglo XXI la Marina India tiene asignada distintas funciones:
- Conjuntamente con otras fuerzas armadas de la Unión India, actúa para determinar o detener cualquier amenaza o agresión contra el territorio indio, sus ciudadanos o los intereses marítimos de India, tanto en tiempos de paz como de guerra.
- Proyecta la influencia india sobre los objetivos de seguridad, económicos o políticos.
- En cooperación con la Guardia Costera India se asegura de mantener el orden y la estabilidad en las regiones marítimas de soberanía india.
- Provee de asistencia marítima (incluyendo en caso de desastre) a los países costeros vecinos a India.[2]
- Juega un papel clave como parte un orden plural para un mundo mejor.

Las Fuerzas Navales de India tienen capacidad para proyectar un ataque lejos de su costa. Por ello es considerada una marina de aguas azules y, por tanto, una de las fuerzas navales más poderosas del mundo.
En los últimos años, la Marina de la India ha experimentado una rápida modernización.

## Lista de buques

### Portaaviones
Portaaviones clase Kiev (1)
- INS Vikramaditya (R33)

Portaaviones clase Vikrant (1)
- INS Vikrant (R44)

### Destructores
Destructores clase Visakhapatnam (3)
- INS Visakhapatnam (D66)
- INS Mormugao (D67)
- INS Imphal (D68)

Destructores clase Kolkata (3)
- INS Kolkata (D63)
- INS Kochi (D64)
- INS Chennai (D65)

Destructores clase Delhi (3)
- INS Mysore (D60)
- INS Delhi (D61)
- INS Mumbai (D62)

Destructores clase Rajput (3)
- INS Rana (D52)
- INS Ranvir (D54)
- INS Ranvijay (D55)

## Fragatas
Fragatas clase Shivalik (3)
- INS Shivalik (F47)
- INS Satpura (F48)
- INS Sahyadri (F49)

Fragatas clase Talwar (7)
- INS Talwar (F40)
- INS Trishul (F43)
- INS Tabar (F44)
- INS Teg (F45)
- INS Tarkash (F50)
- INS Trikand (F51)
- INS Tushil (F70)

Fragatas clase Brahmaputra (3)
- INS Brahmaputra (F31)
- INS Betwa (F39)
- INS Beas (F37)

### Corbetas
Corbetas clase Kamorta (4)
- INS Kamorta (P28)
- INS Kadmatt (P29)
- INS Kiltan (P30)
- INS Kavaratti (P31)

Corbetas clase Kora (4)
- INS Kora (P61)
- INS Kirch (P62)
- INS Kulish (P63)
- INS Karmuk (P64)

Corbetas clase Khukri (2)
- INS Kuthar (P46)
- INS Khanjar (P47)

Corbetas clase Veer (7)
- INS Vibhuti (K45)
- INS Vipul (K46)
- INS Vinash (K47)
- INS Vidyut (K48)
- INS Nashak (K83)
- INS Pralaya (K91)
- INS Prabal (K92)

Corbetas clase Abhay (1)
- INS Abhay (P33)

### Submarinos
Submarino de misiles balísticos SSBN clase Arihant (2)
- INS Arihant (S2)
- INS Arighat (S3)

Submarino SSK clase Scorpène / Kalvari (6)
- INS Kalvari (S21)
- INS Khanderi (S22)
- INS Karanj (S23)
- INS Vela (S24)
- INS Vagir (S25)
- INS Vagsheer (S26)

Submarinos SSK clase Kilo / Sindhughosh (7)
- INS Sindhughosh (S55)
- INS Sindhuraj (S57)
- INS Sindhuratna (S59)
- INS Sindhukesari (S60)
- INS Sindhukirti (S61)
- INS Sindhuvijay (S62)
- INS Sindhushastra (S65)

Submarinos SSK clase Tipo 209 / Shishumar (4)
- INS Shishumar (S44)
- INS Shankush (S45)
- INS Shalki (S46)
- INS Shankul (S47)

### Buques anfibios
Buque de asalto anfibio de clase Austin (1)
- INS Jalashwa (L41)

Buques de desembarco clase Shardul (3)
- INS Shardul (L16)
- INS Kesari (L15)
- INS Airavat (L24)

Buques de desembarco clase Magar (1)
- INS Gharial (L23)

Buques de desembarco clase Kumbhir (3)
- INS Cheetah (L18)
- INS Guldar (L21)
- INS Kumbhir (L22)

Lanchas de desembarco clase Mk. IV LCU (8)
- INS LCU 51 (L51)
- INS LCU 52 (L52)
- INS LCU 53 (L53)
- INS LCU 54 (L54)
- INS LCU 55 (L55)
- INS LCU 56 (L56)
- INS LCU 57 (L57)
- INS LCU 58 (L58)

### Patrulleros
Patrulleros de altura clase Saryu (4)
- INS Saryu (P54)
- INS Sunayna (P57)
- INS Sumedha (P58)
- INS Sumitra (P59)

Patrulleros de altura clase Sukanya (6)
- INS Sukanya (P50)
- INS Subhadra (P51)
- INS Suvarna (P52)
- INS Savitri (P53)
- INS Sharada (P55)
- INS Sujata (P56)

Patrulleros costeros clase Nicobar (14)
- INS Car Nicobar (T69)
- INS Chetlat (T70)
- INS Kora Divh (T71)
- INS Cheriyam (T72)
- INS Cankaraso (T73)
- INS Kondul (T74)
- INS Kalpeni (T75)
- INS Kabra (T76)
- INS Koswari (T77)
- INS Karuva (T78)
- INS Tillanchang(T92)
- INS Tihayu (T93)
- INS Tarasa (T94)

Patrulleros costeros clase Bangaram (4)
- INS Bangaram (T65)
- INS Bitra (T66)
- INS Batti Malv (T67)
- INS Baratang (T68)

Patrullero costero clase Trinkat (2)
- INS Trinkat (T61)
- INS Tarmugli

Lanchas patrulleras clase Super Dvora (5)
- T82
- T83
- T84
- T85
- T86

Lanchas patrulleras clase Solas Marine (78)

Lanchas patrulleras clase ISV (23)
- T-11
- T-12
- T-13
- T-14
- T-15
- T-16
- T-17
- T-35
- T-36
- T-37
- T-26
- T-27
- T-28
- T-44
- T-45
- T-46
- T-47
- T-48
- T-49
- T-50
- T-38
- T-39
- T-40

### Buques oceanográficos y de investigación
Buque oceanográfico clase Sagardhwani (1)
- INS Sagardhwani (A74)

Buques de investigación clase Sandhayak (5)
- INS Investigator (J15)
- INS Jamuna (J16)
- INS Sutlej (J17)
- INS Darshak (J21)
- INS Sarvekshak (J22)

Buque de investigación clase Makar (1)
- INS Makar (J31)

Buque de seguimiento de misiles y vigilancia clase Dhruv (1)
- INS Dhruv

Buque de seguimiento de misiles y vigilancia clase Anvesh (1)
- INS Anvesh (A41)

### Buques auxiliares
Buques de transporte de tropas clase Nicobar (2)
- INS Nicobar
- INS Andamans

Buque de soporte de buceo clase Nireekshak (1)
- INS Nireekshak (A15)

Buque de dragado clase Dredger 1 (1)
- Dredger 1

Buque de recuperación de torpedos clase Astradharani (1)
- INS Astradharani (A61)

Vehículo de rescate en inmersión profunda clase DSRV (2)
- DSRV - 1
- DSRV - 2

### Buques escuela
- INS Tir (A86)
- INS Varuna
- INS Tarangini (A75)
- INS Sudarshini (A77)

Botes de entrenamiento clase Mhadei (2)
- INSV Mhadei (A76)
- INSV Tarini

## Flota Auxiliar
Buques de aprovisionamiento clase Deepak (2)
- INS Deepak (A50)
- INS Shakti (A57)

Buque de aprovisionamiento clase Jyoti (1)
- INS Jyoti (A58)

Buque de aprovisionamiento clase Ambika (1)
- INS Ambika

Buque de aprovisionamiento y reparaciones clase Aditya (1)
- INS Aditya (A59)

## Proyectos futuros
Portaaviones clase IAC-2 (1)
- INS Vishal (Prevista entrada en servicio en 2030)

Futuro buque de asalto anfibio LHD (4)
- Sin nombre asignado

Lancha de desembarco de alta velocidad (6)
Submarino de ataque nuclear SSN clase Akula (1)
- INS Chakra III

Submarinos de misiles balísticos clase Arihant (2)
- INS Aridhaman (S4) (En pruebas de mar)
- Sin nombre asignado (En construcción)

Submarinos de misiles balísticos clase S5 (3)
- Sin nombre asignado

Proyecto 75 Alpha SSN (6)
- Sin nombre asignado

Submarinos SSK clase Scorpène / Kalvari (3)
- Sin nombre asignado
- Sin nombre asignado
- Sin nombre asignado

Submarinos SSK clase Proyecto 75-India (6) 

Submarinos SSK clase Proyecto 76 (12)
Destructores clase Visakhapatnam (1)
- INS Surat (D69) (En pruebas de mar)

Fragatas clase Talwar o Proyecto 11356 (3)
- INS Tamala (En pruebas de mar)
- INS Triput (En construcción)
- INS Tavasya (En construcción)

Fragatas clase Nilgiri (7)
- INS Nilgiri (En construcción)
- INS Himgiri (En construcción)
- INS Udaygiri (En construcción)
- INS Dunagiri (En construcción)
- INS Taragiri (En construcción)
- INS Vindhyagiri (En construcción)
- INS Mahendragiri (En construcción)

Corbetas de aguas poco profundas para guerra antisubmarina (ASW-SWC) (16)
- INS Mahe (En construcción)
- INS Malwan (En construcción)
- INS Mangrol (En construcción)
- INS Arnala (P68) (En construcción)
- INS Androth (P69) (En construcción)
- INS Anjadip (P73) (En construcción)
- INS Amini (P75) (En construcción)
- INS Agray (En construcción)
- INS Akshay (En construcción)
- Sin nombre asignado (En construcción)
- Sin nombre asignado (En construcción)
- Sin nombre asignado (En construcción)
- Sin nombre asignado (En construcción)
- Sin nombre asignado (En construcción)
- Sin nombre asignado (En construcción)
- Sin nombre asignado (En construcción)

Corbetas de misiles de próxima generación (6) 

Corbetas de próxima generación (8) 

Dragaminas (12)